# Kameliendame 2000
Kameliendame 2000 ist ein US-amerikanisches Filmmelodram aus dem Jahre 1969 von Radley Metzger mit Danièle Gaubert und Nino Castelnuovo in den Hauptrollen eines leidenschaftlichen Liebespaars. Es handelt sich hierbei um eine moderne Interpretation des klassischen Kameliendame-Stoffes (1848/52) von Alexandre Dumas.

## Handlung
Die Originalgeschichte Dumas‘ wurde zeitlich in die Jetztzeit (Ende der 1960er Jahre) und örtlich in die römische Schickeria-Welt verlegt. Armand Duval, der Sohn eines wohlhabenden Industriellen, kommt in Begleitung seines weltgewandten Cousins Gaston nach Rom. Auf einer Feier in den Gärten eines noblen ländlichen Herrenhauses lernt er die umschwärmte Marguerite Gautier kennen, die drogenabhängige und ebenso libertine wie untreue Geliebte eines wohlhabenden älteren Herrn. Armand verliebt sich in die Schöne, obwohl Marguerites Ruf dem einer Kurtisane gleichkommt und man ihn vor der „männerverschlingenden“ Frau warnt. Armand kämpft, bettelt und fleht darum, dass sie seine Liebe annehmen möge, bis sie ihn schließlich erhört. Dennoch bleibt Marguerite auch weiterhin notorisch untreu und geht mit anderen Männern ins Bett. Zu ihnen gehört auch der angesehene, wohlhabende Adelige de Varville, ein weltgewandter, generöser Mann der Oberschicht, von dem sich Marguerite bald aushalten lässt. Von ihrem Verhalten schockiert, verlangt Armand nunmehr absolute Treue von seiner Geliebten, und Marguerite, deren Gesundheit infolge des Drogenkonsums merklich abnimmt, gibt seinem eindringlichen Wunsch nach.
Um ihre Versöhnung zu feiern, reist das Paar für eine Auszeit in eine idyllische, kleine Küstenstadt im Süden Frankreichs. Ihr kurzes Glück wird zerstört, als Armands Vater Marguerite heimlich besucht und sie davon überzeugt, dass sie das Leben seines Sohnes ruiniert. Marguerite inszeniert einen Streit und verkündet kühl, dass sie zu ihrem Gönner de Varville zurückkehren werde. Verzweifelt revanchiert sich Armand, indem er eine Affäre mit dem extravaganten Fotomodell Olympe anfängt und auf einer Party-Orgie vor den Augen Marguerites Olympe leidenschaftlich zu lieben beginnt. Schließlich demütigt Armand Marguerite auf einer weiteren Gesellschaftsfeier vor den anwesenden Gästen, indem er ihr Geld nachwirft und sie eine Hure nennt. Vor der geplanten Abreise nach Amerika hört Armand eine zufällige Bemerkung seines Vaters und versteht plötzlich die Beweggründe für Marguerites Verhalten. Mittlerweile haben die Drogen Marguerites Gesundheit jedoch derart zugesetzt, dass sie in ein Krankenhaus eingeliefert werden musste. Armand erreicht noch rechtzeitig ihr Krankenbett und gesteht Marguerite seine Liebe. Dann stirbt sie in seinen Armen.

## Produktionsnotizen
Kameliendame 2000 entstand an den italienischen Drehorten Rom und Porto Ercole und wurde am 16. Juli 1969 in New York uraufgeführt. Die Deutschland-Premiere fand am 1. Mai 1970 statt. Die deutsche Fassung wurde gegenüber der Originalversion um eine Viertelstunde gekürzt.

## Kritiken
Wie schon bei Radley Metzgers vorangegangener Inszenierung Therese und Isabell ließ US-Starkritiker Roger Ebert auch diesmal kein einziges gutes Haar an Metzgers Arbeit. Sein Fazit einer langen, spöttischen Betrachtung lautete angesichts der in den USA laufenden Filmbewerbung “Schaut euch Danièle Gaubert an wie sie sich nackt zeigt … und das mit großer Häufigkeit”: Diese Werbezeile, so Ebert, sei „die Essenz von Metzgers Kunst“. Andernorts polterte er, Metzger wolle “John Hustons Der Schatz der Sierra Madre 103 mal gesehen haben: Dies war nicht genug”.
Auch das deutsche Lexikon des Internationalen Films schimpfte: „Vulgäre Version des Romans von Alexandre Dumas, voll verlogener Worte, falscher Gefühle und künstlicher Bilder.“